# Joseph Wright (roeier, 1906)
Joseph Walter Harris (Joe) Wright jr. (Toronto, 28 maart 1906 – aldaar, 7 juni 1981) was een Canadees roeier. Hij nam twee keer deel aan de Olympische Zomerspelen en won in 1928 met Jack Guest de olympische zilveren medaille op de dubbel-twee.

## Biografie

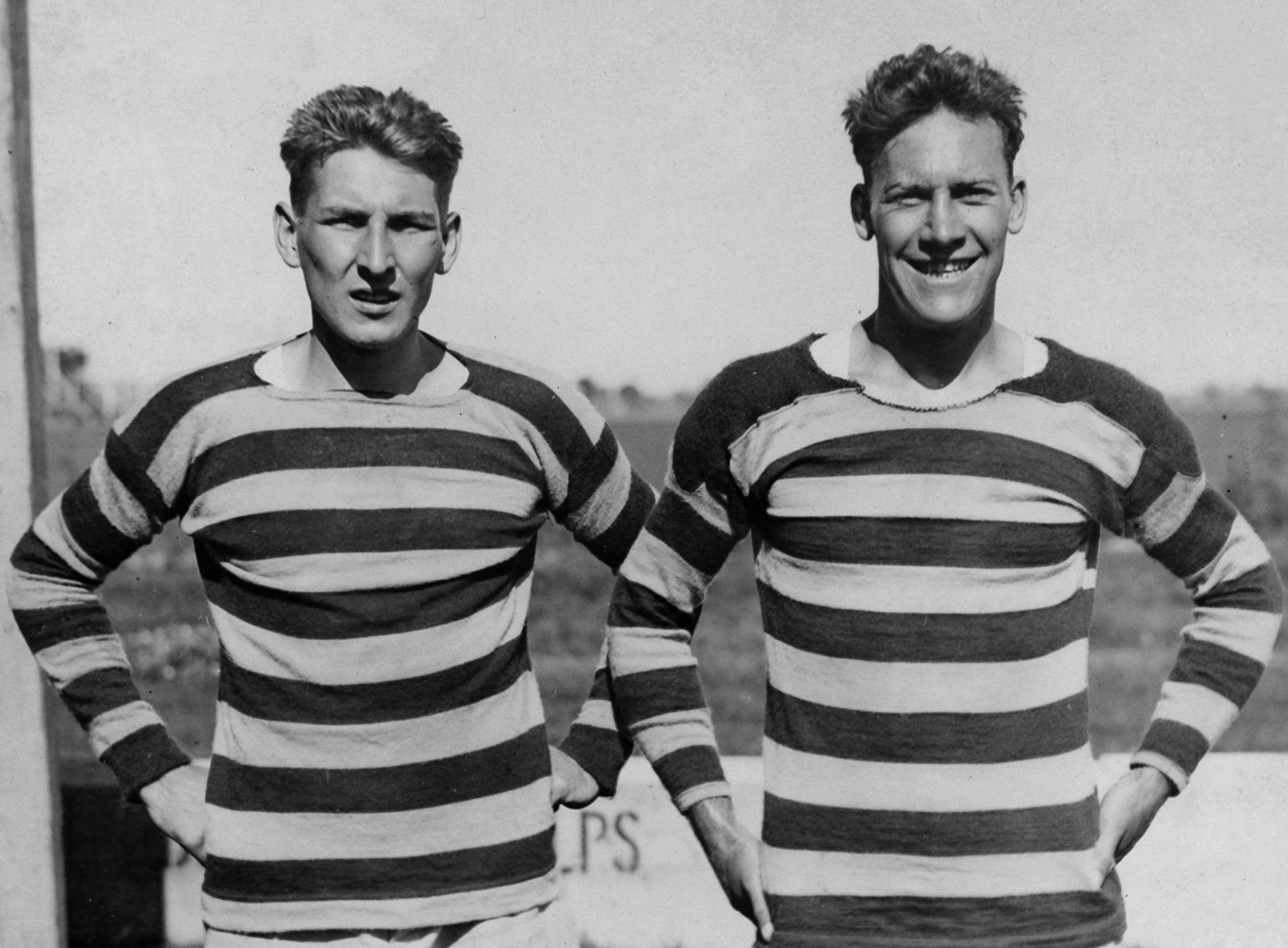
Jack Guest (links) en Wright tijdens de Olympische Spelen in 1928

Wrights vader Joe Wright senior was een succesvol roeier die voor Canada medailles won in de acht op de Olympische Spelen van 1904 en van 1908. Joe junior hield zich tot 1924 echter niet bezig met de sport, maar zodra hij er mee was begonnen werd duidelijk dat hij talent had. Alle hoop was in 1927 bij de Diamond Challenge Sculls, een wedstrijd in de skiff met het prestige van een WK, gevestigd op Wright en het leek ook inderdaad uit te lopen op een overwinning. Maar vlak voor de finish kwam hij vast te zitten in een touw en werd hij ingehaald door Robert Lee. Later dat jaar werd Wright Canadees en Amerikaans kampioen. In 1928 probeerde hij het nog een keer bij de Diamond Challenge Sculls en won hij wel, voor Lee, en versloeg hij in de halve finale zijn landgenoot Jack Guest. Guest en Wright sloegen de handen ineen en bemachtigden in 1928 zilver bij de dubbel-twee op de Olympische Zomerspelen in Amsterdam. Ook deed Wright mee in de skiff en was hij reserve in de acht.
In 1929 en 1930 probeerde hij nog twee keer om de Diamond Challenge Sculls te winnen, maar zonder succes. Hij werd respectievelijk verslagen door de Nederlander Bert Gunther en vroegtijdig uitgeschakeld door de Duitser Gerhard Boetzelen. Wright rondde zijn internationale carrière in 1932 af op de Olympische Zomerspelen in Los Angeles, waar hij zich als een van vijf roeiers in de skiff niet plaatste voor de finale. Daarnaast speelde hij als Canadianfootballspeler bij de Toronto Argonauts in de Canadian Football League. Hij werd in 1955 opgenomen in de Canada's Sports Hall of Fame. Hij huwde twee keer, waaronder in 1930 met olympisch zwemster Martha Norelius. Met haar kreeg hij twee dochters. De jongste, Daphne, stierf op jonge leeftijd aan leukemie.

## Erelijst
- Olympische Zomerspelen: 1x
- Diamond Challenge Sculls: 1x , 2x